# Cabézon du Sira
Capito fitzpatricki
Espèce
Statut de conservation UICN

 NT  : Quasi menacé
Le Cabézon du Sira (Capito fitzpatricki) est une espèce d'oiseaux de la famille des Capitonidae.

## Répartition
Cette espèce est endémique des forêts humides du Cerros Del Sira, dans l'est des Andes au Pérou.

## Taxinomie
Cette espèce est décrite en 2012 dans la revue The Auk, à l'occasion de recherches sur le Cabézon du Loreto (C. wallacei), découvert une douzaine d'années auparavant.